# Acanthus
Acanthus L., 1753 è un genere di piante della famiglia Acanthaceae, originario delle regioni mediterranee.

## Etimologia
Il nome deriva dal greco ἄκανθος (àcanthos) che significa spina (ackè), per via delle estremità appuntite delle foglie e delle capsule che racchiudono i semi, in particolare nell'Acanthus spinosus. Acanto fu una Ninfa che accolse Apollo e fu da questo mutata nel fiore omonimo.

## Descrizione
Il genere comprende piante erbacee perenni cespugliose con grandi foglie lucide e oblunghe frastagliate, fiori bianchi e azzurri in un'alta spiga elegante e slanciata che appare in estate.

## Tassonomia
Comprende le seguenti specie:

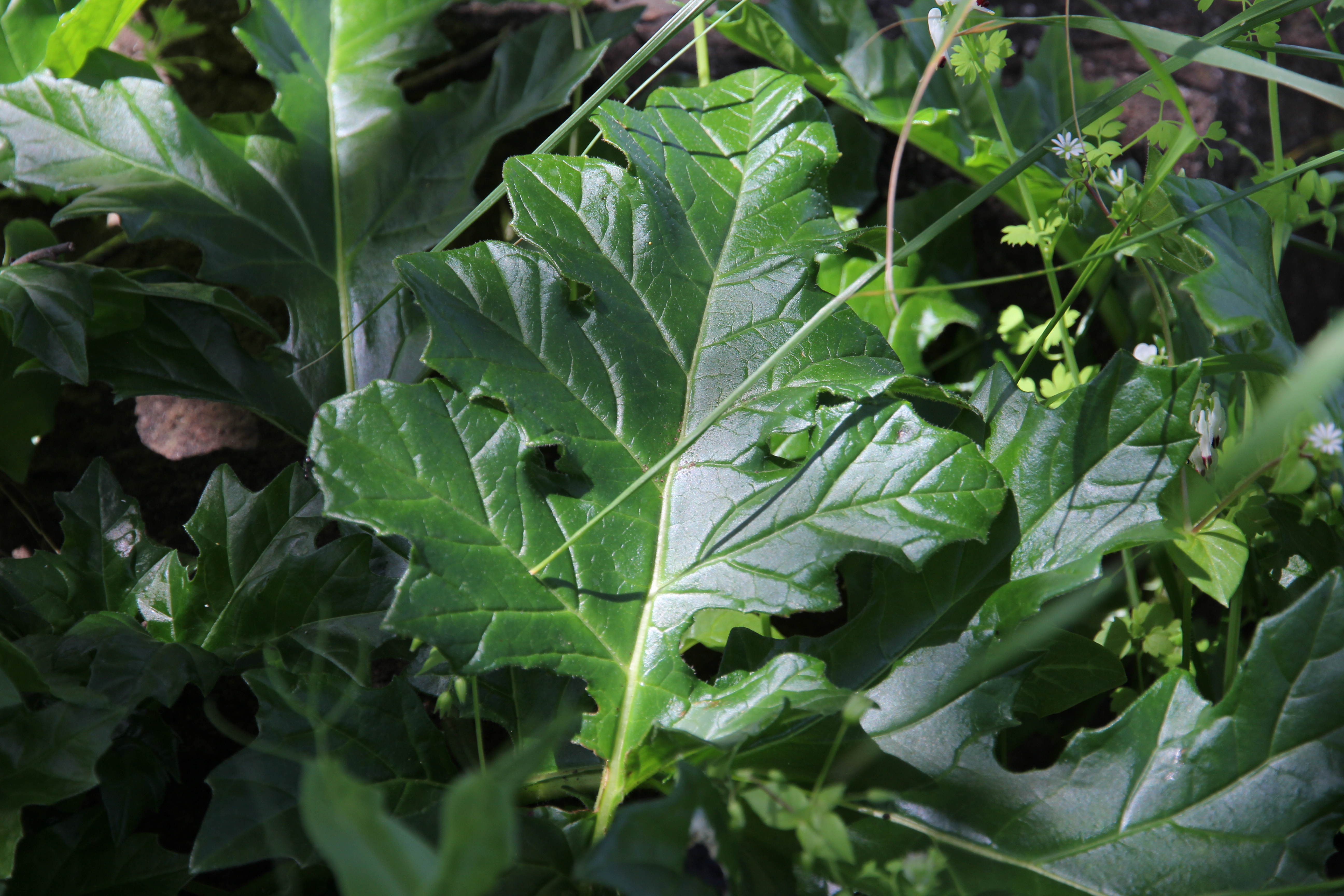
Foglia di acanto

- Acanthus albus Debnath, B.K.Singh & P.Giri
- Acanthus arboreus Forssk.
- Acanthus austromontanus Vollesen
- Acanthus carduaceus Griff.
- Acanthus caroli-alexandri Hausskn.
- Acanthus caudatus Lindau
- Acanthus dioscoridis L.
- Acanthus ebracteatus Vahl
- Acanthus eminens C.B.Clarke
- Acanthus flexicaulis Bremek
- Acanthus gaed Lindau
- Acanthus guineensis Heine & P.Taylor
- Acanthus hirsutus Boiss.
  - Acanthus hirsutus subsp. syriacus (Boiss.) Brummitt
- Acanthus hungaricus (Borbás) Baen.
- Acanthus ilicifolius L.
- Acanthus kulalensis Vollesen
- Acanthus latisepalus C.B.Clarke
- Acanthus leucostachyus Wall. ex Nees
- Acanthus longibracteatus Kurz
- Acanthus mayaccanus Büttner
- Acanthus mollis L.
- Acanthus montanus (Nees) T.Anderson
- Acanthus polystachyus Delile
- Acanthus sennii Chiov.
- Acanthus seretii De Wild.
- Acanthus spinosus L.
- Acanthus tetraploideus H.Feng & Y. L.Huang
- Acanthus ueleensis De Wild.
- Acanthus villaeanus De Wild.
- Acanthus volubilis Wall.

### Specie della flora italiana
Nella flora spontanea italiana di questa tribù sono presenti solamente due specie:
- Acanthus mollis L. - Acanto comune:  queste piante arrivano ad una altezza di 5 - 12 dm; il ciclo biologico è perenne; la forma biologica è emicriptofita scaposa (H scap); il tipo corologico è Steno-Mediterraneo - Occidentale; l'habitat tipico sono gli incolti aridi e i cespuglieti; la distribuzione sul territorio italiano è soprattutto relativa al Centro e al Sud fino ad una altitudine di 700 m s.l.m. (questa specie è considerata esotica naturalizzata).
- Acanthus spinosus L. - Acanto spinoso:  queste piante arrivano ad una altezza di 4 - 10 dm; il ciclo biologico è perenne; la forma biologica è emicriptofita scaposa (H scap); il tipo corologico è Steno-Mediterraneo - Orientale; l'habitat tipico sono le boscaglie, gli incolti e le siepi; la distribuzione sul territorio italiano è soprattutto relativa al Sud fino ad una altitudine di 400 m s.l.m. (questa specie è considerata esotica naturalizzata).

Le due specie sopra descritte si differenziano per la presenza di foglie basali spinose in A. spinosus (in A. mollis le foglie basali sono prive di spine).

## Usi
Alcune specie sono usate come piante ornamentali per decorare gli angoli ombrosi e freschi dei giardini.
Per le sostanze mucillaginose in esso contenute un tempo era prescritto contro le infiammazioni intestinali, gli eritemi, le punture dei ragni e la tubercolosi. Dioscoride consigliava impacchi di radice per trattare le scottature e avvolgere le articolazioni lussate.
Le foglie fresche e triturate si utilizzano sotto forma di cataplasma per curare le infiammazioni della pelle; invece sotto forma di infuso si utilizza come emolliente.

## Coltivazione
Desidera esposizioni ombreggiate e fresche, terreno umido ma ben drenato, teme il gelo intenso.
Si moltiplica per divisione dei cespi in primavera, o con la semina.

## Architettura

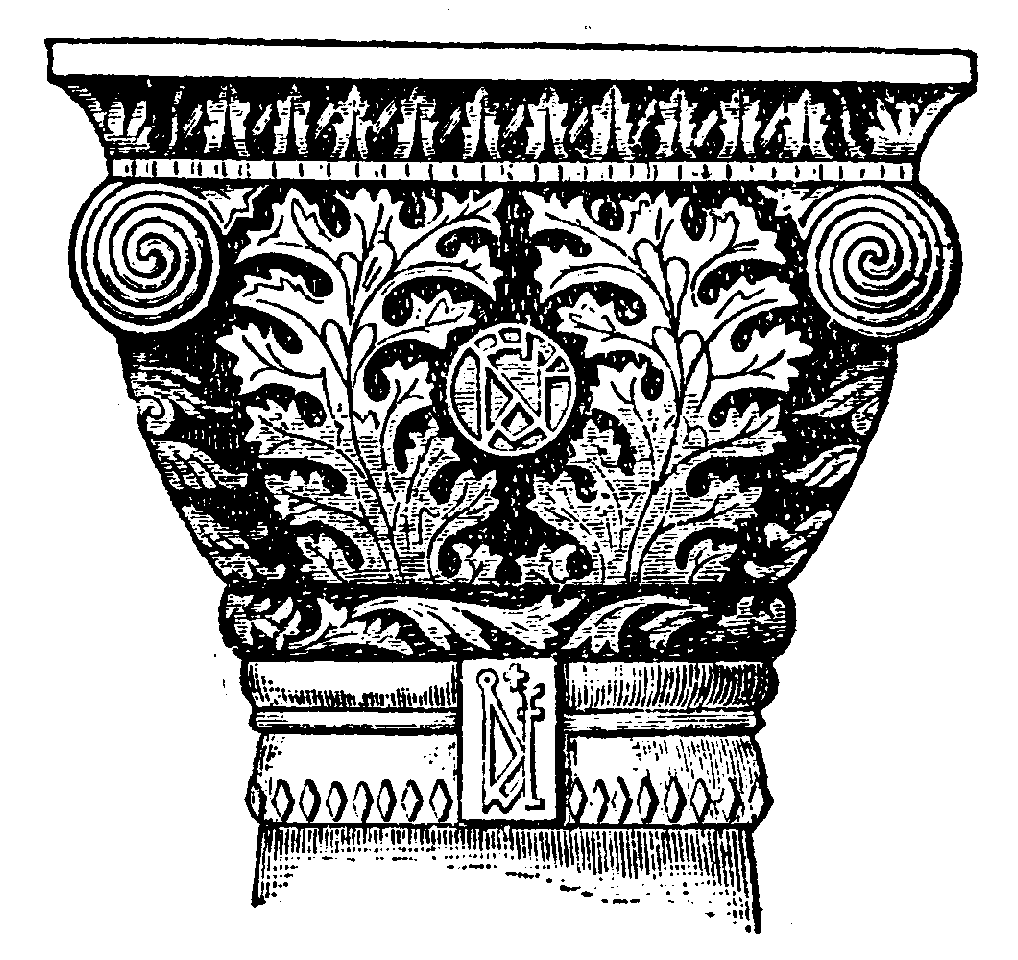
Capitello ornato con foglie d'acanto

Linee ispirate alle foglie di Acanthus spinosus e di Acanthus mollis furono molto utilizzate come ornamento (analogo alle palmette) dei capitelli nell'antica architettura greca (ordine corinzio) e romana (ordine composito).
La relazione tra l'ornamento e la pianta di acanto è stata messa in discussione dallo storico Alois Riegl nel suo libro Stilfragen, dove si sostiene che l'ornamento architettonico fosse in origine quello delle palmette e che solo in seguito assunse le forme dell'Acanthus spinosus.

## Simbolismo
Era considerato simbolo di verginità in quanto pianta spontanea che cresce in terra non coltivata.
Raffigurazioni delle sue foglie adornavano le vesti delle personalità più importanti.
Nel cristianesimo primitivo e poi in quello medievale l'acanto era simbolo della Resurrezione.

## Letteratura

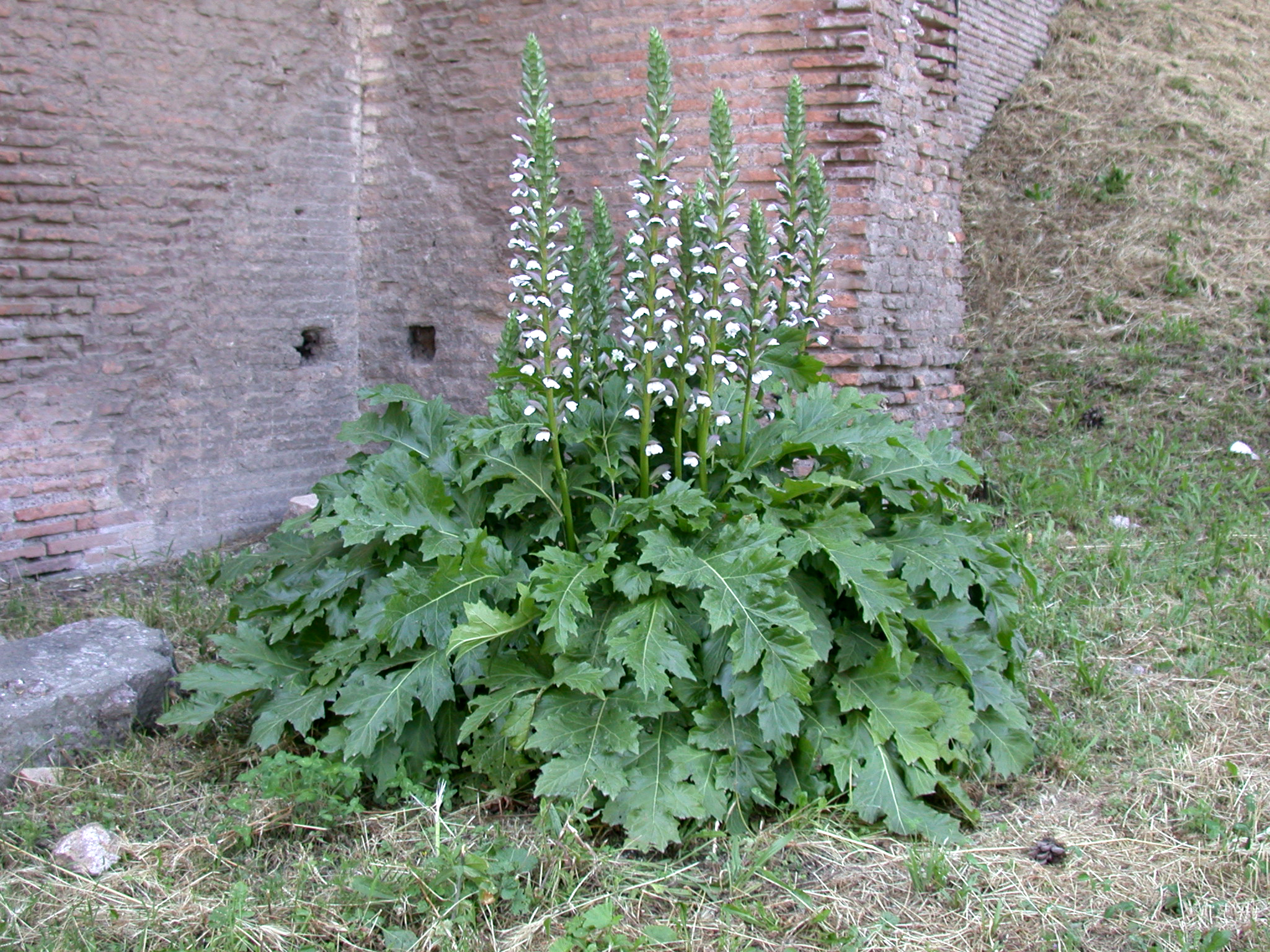
Acanthus mollis in fiore

Al fiore di acanto Giovanni Pascoli ha dedicato una poesia dal titolo omonimo, nella collezione Myricae:
Fiore di carta rigido, dentato

i petali di fini aghi, che snello

sorgi dal cespo, come un serpe alato

da un capitello

fiore che ringhi, dai diritti scapi

...